# Victor Frankenstein (film)
Victor Frankenstein (även under titeln Terror of Frankenstein) är en svensk-irländsk skräckfilm från 1977 i regi av Calvin Floyd, som även producerat filmen och även skrivit dess manus tillsammans med Yvonne Floyd. Manuset baseras på Mary Shelleys roman Frankenstein från 1818.
Filmen har beskrivits som den Frankenstein-filmatisering som är mest trogen Shelleys roman.

## Rollista (i urval)
- Leon Vitali - Victor Frankenstein
- Per Oscarsson - Monstret
- Nicholas Clay - Henry Clerval
- Stacy Dorning - Elizabeth
- Jan Ohlsson - William (Victors lillebror)
- Olof Bergström - Victors far
- Mathias Henrikson - Walton
- Håkan Söderberg - Waltons far
- Ruben Jonsson - Victors Farbror